# VTM 3
VTM 3 ist ein flämischer Fernsehsender. Der Sender erhielt 1999 seine Lizenz und startete den Sendebetrieb am 25. August 2000. Bis August 2020 hieß der Sender noch Vitaya, er ist Teil der Media ad Infinitum-Gruppe.

## Geschichte
VTM 3 begann unter dem Namen Vitaya als Spartensender mit sieben Programmblöcken:
- Eet-Wijzer
- Gemengde Gevoelens
- Spiegelbeeld
- Vrije Tijd
- Wonen
- Kinderen
- Vitali-Tijd.

2003 verlängerte der Fernsehsender die tägliche Sendezeit, zugunsten von mehr lokalen Produktionen, täglichen Nachrichten, einer Kochshow und einer Fitnesssendung.
VTM 3 bezeichnet sich selbst als ein Lifestyle-Fernsehsender und konzentriert sich auf folgende Themen: Glück, Gesundheit, Essen, Familie, Garten- und Inneneinrichtung, Mode, Freizeit, Reisen, Lifestyle und Human Interest.
Durch den Start des SBSs Senders Vijf im Oktober 2004 mit ähnlichem Sendeprofil, erhielt der TV-Sender Konkurrenz. Als Reaktion darauf, begann der Sender mehr ausländische Produktionen zu zeigen und steigerte folglich die Sendezeit drastisch, wodurch der Sender weiter wachsen könnte. Die deutsche Serie Sturm der Liebe wird dort auf Deutsch mit niederländischen Untertiteln ausgestrahlt. 

## Formate

### Aus Belgien
- 1000 Seconden
- Beestig Gek!
- Brits op je bord
- Droomhotels
- Het V-Team
- Koken met Guy
- Vitali-Tijd

### Aus dem Ausland
- 60 Minute Makeover
- Eine himmlische Familie
- All Saints
- Aussie Ladette to Lady
- Australian Princess
- Coronation Street
- Cupcake Wars
- Desperate Housewives
- Dinner Date Australia
- Harry's Practice
- Holland's Next Top Model
- How to Look Good Naked
- Junior MasterChef Australia
- Kitchen Nightmares
- Ladette to Lady
- Martha
- Mary Queen of Shops
- MasterChef
- MasterChef Australia
- Millionaire Matchmaker
- My Kitchen Rules
- Project Runway
- Restaurant Makeover
- Rosemary & Thyme
- Scouted
- Sturm der Liebe[3]
- Snog Marry Avoid?
- Die Super Nanny
- The Dr. Oz Show
- Die strengsten Eltern der Welt
- Top Chef
- Top Chef: Just Desserts
- Trinny & Susannah Undress...
- What Not to Wear
- Winners & Losers
- Worst Cooks in America
- You Are What You Eat
- You Rang M'Lord?